# 러프 집합
러프 집합 또는 러프 세트(rough set)는 컴퓨터 과학에서 폴란드 컴퓨터 과학자 즈지스와프 I. 파울락(Zdzisław I. Pawlak)이 처음 설명한 집합으로, 원래 집합의 하위 근사값과 상위 근사값을 제공하는 한 쌍의 세트 측면에서 크리스프 집합(crip set, 즉, 기존 집합)의 형식적 근사치이다. 러프 집합 이론(파울락 1991)의 표준 버전에서는 하한 및 상한 근사 집합이 크리스프 집합이지만 다른 변형에서는 근사 집합이 퍼지 집합일 수 있다.

## 정의
보다 형식적인 속성과 러프 집합의 경계는 파울락(1991) 및 인용 참고문헌에서 찾을 수 있다. 러프 집합의 초기 및 기본 이론은 최근의 확장 및 일반화와 구별하기 위한 수단으로 "파울락 러프 집합" 또는 "고전 러프 집합"이라고도 한다.

## 같이 보기
- 아날로그 컴퓨터
- 설명 논리
- 퍼지 논리
- 퍼지 집합